# Charles Buttner

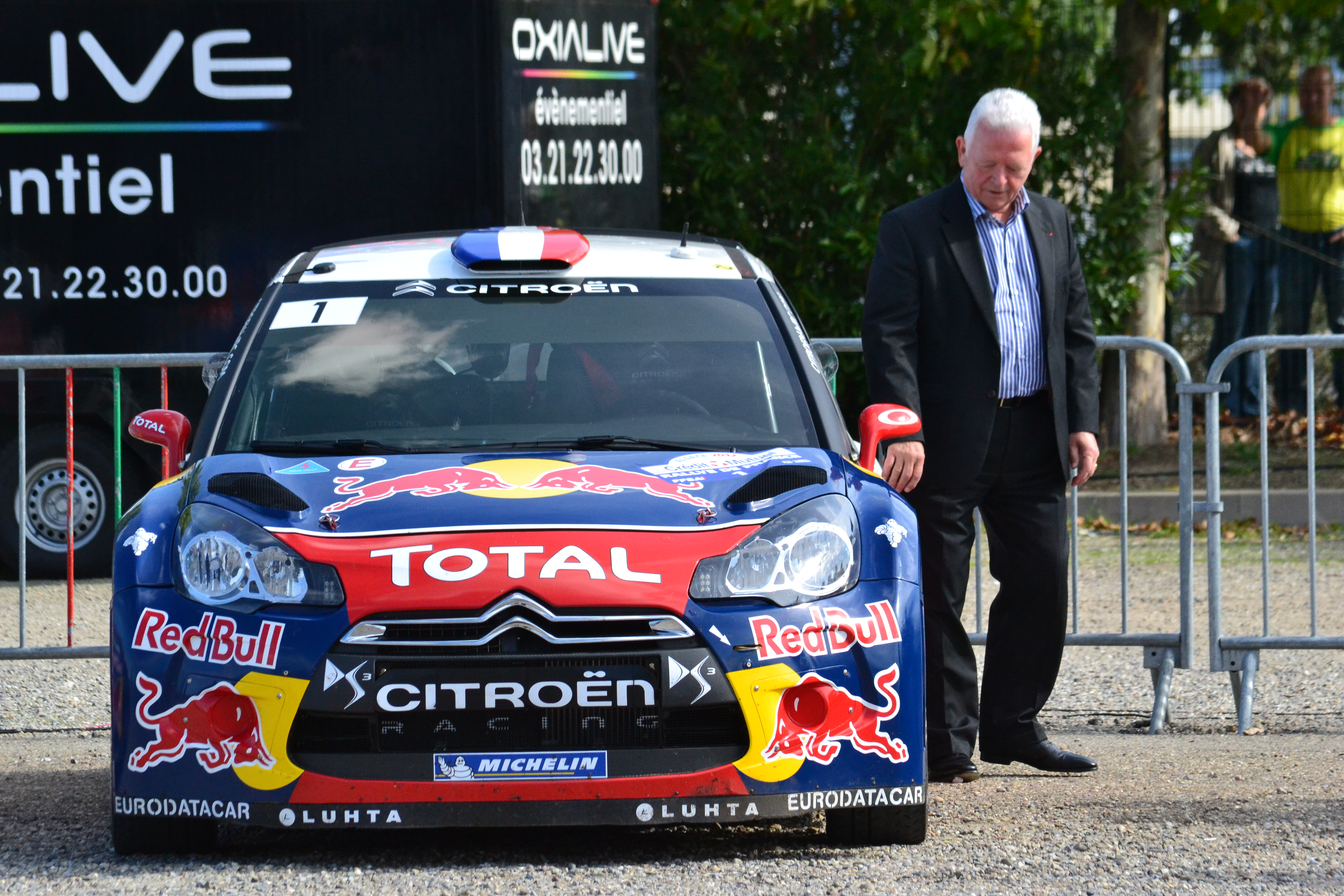
Charles Buttner l'any 2012.

Charles Buttner (Riedisheim (Alt Rin), 7 de juliol del 1949) és un polític alsacià. Membre d'UDF, fou alcalde de Riedisheim. És membre com el Forum Carolus, com Adrien Zeller, i partidari actiu del bilingüisme a Alsàcia. Fou escollit conseller general del Cantó de Habsheim el 1992 i president del Consell General de l'Alt Rin el 2004, càrrec en el qual fou reelegit el 2008 a les llistes de la Unió pel Moviment Popular. El 2008 també fou elegit president de la Comunitat de Comunes de Colines.